# Tomasz Mandes
Tomasz Radosław Mandes (ur. 14 czerwca 1976 w Warszawie) – polski aktor, reżyser, producent filmowy i prezenter telewizyjny.

## Życiorys
Zadebiutował na kinowym ekranie w filmie wojennym Andrzeja Wajdy Pierścionek z orłem w koronie (1992) u boku Rafała Królikowskiego, Mirosława Baki i Cezarego Pazury. Studiował na Wydziale Aktorskim w łódzkiej Państwowej Wyższej Szkole Filmowej, Telewizyjnej i Teatralnej im. Leona Schillera, którą ukończył w 1999. Na drugim roku studiów zadebiutował na scenie rolą Elfa w komedii szekspirowskiej Sen nocy letniej i jako Kaj w baśni Hansa Christiana Andersena Królowa Śniegu w Teatrze im. Stefana Jaracza w Łodzi. Występował także w teatrach: Polskim w Szczecinie (1998–1999, 2002–2004), Na Woli im. Tadeusza Łomnickiego w Warszawie (1999), Adekwatnym w Warszawie (2000–2004) i Dramatycznym w Elblągu (2000–2001). W 2005 został aktorem warszawskiego Studia Teatru Office Box.
Sympatię telewidzów zaskarbił sobie rolą hrabiego Waldemara Michorowskiego w telewizyjnej ekranizacji powieści Heleny Mniszkówny Trędowata (1999–2000) w Polsacie. Znany także z roli detektywa Tomasza Orlika w serialu Malanowski i Partnerzy. W 2017 był jednym z prezenterów programu Dzień dobry, Polsko w TVP1.
Żonaty z Łucją Waśko-Mandes, z którą ma syna, Juliana Franciszka (ur. 2008).

## Filmografia

### Filmy kinowe
- 2020: 365 dni jako kuzyn Massimo
- 2019: Na bank się uda jako pułkownik Kawulski
- 2018: Dywizjon 303. Historia prawdziwa jako Leopold Pamuła
- 2017: Reakcja łańcuchowa jako producent
- 2016: Dopado jako tata Aleksa
- 2013: 128. szczur jako konkubent matki Asi
- 2013: Tajemnica Westerplatte jako Franciszek Magdziarz
- 2012: Iluminacje miłości jako Michał
- 2008: Skorumpowani jako mężczyzna w Kosowie
- 2005: Chaos jako Kolega Sławka
- 1999: Wrota Europy jako ranny
- 1992: Pierścionek z orłem w koronie

### Seriale TV
- 2019–2020: Echo serca jako ginekolog
- 2018: Barwy szczęścia jako trener
- 2018: O mnie się nie martw jako Rafał (odc. 100)
- od 2017: Pierwsza miłość jako Aleksander Konieczny, dyrektor ds. rozwoju Kulczycki Corporation
- 2016: Druga szansa jako kelner (odc. 8)
- 2016: O mnie się nie martw jako klient Laury (odc. 51)
- 2015: Ojciec Mateusz jako Leszek Grabiński (odc. 176)
- 2015: Skazane jako Michał, pracownik firmy sprzątającej (odc. 2)
- 2014: Ojciec Mateusz jako oficer CBŚ (odc. 137)
- 2013–2014: To nie koniec świata jako „Zgniły”
- 2013: Prawo Agaty jako Mariusz Wysocki (odc. 52)
- 2013: Komisarz Alex jako Jacek, nauczyciel wf (odc. 49)
- 2012: Wszystko przed nami jako Karol Olejnik (odc. 47)
- 2011: Instynkt jako lekarz (odc. 3)
- 2011: Linia życia jako Maks
- 2011: Ojciec Mateusz jako policjant (odc. 65)
- 2011: Unia serc jako Patryk
- 2010–2011: Prosto w serce jako kierowca Zbyszek
- 2010: Usta usta jako policjant (odc. 24)
- 2010: Nowa jako Tytus Juryś (odc. 2)
- 2010: Ojciec Mateusz jako policjant (odc. 45)
- 2010: Przeznaczenie jako Turek (odc. 1)
- 2008–2016: Malanowski i Partnerzy jako detektyw Tomasz Orlik
- 2008: Pitbull jako komisarz Piotr Borek (odc. 21)
- 2008: Skorumpowani jako mężczyzna w Kosowie
- 2008: Wydział zabójstw jako Andrzej Lutomski (odc. 21)
- 2007: Trzy po trzy – Numery z kwatery
- 2007: Plebania jako złodziej (odc. 829–830)
- 2007: Barwy szczęścia jako kierowca (odc. 18)
- 2007: Magda M. jako Marcin, partner Sebastiana (odc. 46)
- 2007: Glina jako „Bliźniak” (odc. 13)
- 2006–2007: Kopciuszek jako lekarz
- 2006: Kochaj mnie, kochaj! jako Adam Grott
- 2006: Magda M. jako Marcin, partner Sebastiana
- 2006: U fryzjera jako Bartek
- 2005: Tak miało być jako Krzysiek
- 2005: Kryminalni jako pielęgniarz Grabowski „Grabik”
- 2004: Plebania jako Karol Chyliński
- 2003: Lokatorzy jako sierżant Dariusz Kulesza (odc. 159)
- 2000: 13 posterunek 2 (odc. 2)
- 2000: Trędowata jako Waldemar Dulemba, wnuk Waldemara Michorowskiego
- 1999–2000: Trędowata jako Waldemar Michorowski
- 1997: Sława i chwała

### Reżyseria
- 2021: The End
- 2020: 365 dni  (wspólnie z Barbarą Białowąs)

### Scenariusz
- 2021: The End

### Producent
- 2021: The End
- 2020: 365 dni
- 2019: Na bank się uda
- 2019: Underdog